# Paul Lange (1857-1919)

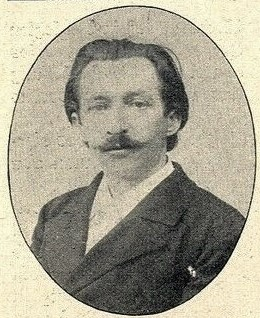
Paul Lange in 1906

Paul Lange (Kartzow bij Potsdam, 12 december 1857 – Üsküdar, 2 december 1919) was een Duits muziekpedagoog, militaire kapelmeester en organist, die later in het Ottomaanse Rijk de militaire muziekkapellen reformeerde.

## Levensloop
Lange werd geboren in een lerarengezin. Traditiegetrouw studeerde hij pedagogiek aan het lerarenseminaar in Neuruppin en behaalde zijn diploma met cum laude. Door zijn intens muzikaal interesse, voltooide hij de opleiding aan het Academisch Instituut voor Kerkmuziek in Berlijn als organist.
In 1880 verhuisde hij naar Constantinopel en werd zangleraar aan de Duitse School in Constantinopel (Alman Lisesi) en organist aan de kapel van de keizerlijke Duitse ambassade aldaar. Al spoedig richtte hij verdere koren op aan talrijke middelbare scholen in de stad, waaronder ook het Griekse en Armeense lyceum en zelfs aan de twee Amerikaanse colleges, het Robert College en het American College for Girls. Verder breidde hij een strijkorkest tot een volwaardig symfonieorkest uit, met dat hij werken van Ludwig van Beethoven en Richard Wagner in Constantinopel uitvoerde. Als muziekleraar leidde hij veel kinderen van welgestelde Turkse gezinnen muzikaal op en leerde vooral het piano te bespelen. Een van hem opgericht privé conservatorium moest twee jaar naar zijn oprichting uit financiële redenen weer sluiten. 
Op voorspraak en advies van keizer Wilhelm II van Duitsland, die hem reeds in 1894 tot keizerlijk muziekdirecteur benoemde, werd Lang tijdens een bezoek van de Duitse keizer aan Constantinopel voor het eerst in 1898 benoemd tot luitenant-kolonel van het Ottomaanse leger en tegelijkertijd tot inspecteur van de keizerlijk Ottomaanse marinemuziek. Later werd hij kapelmeester ook van andere militaire muziekkapellen en in 1908 werd hij uiteindelijk kapelmeester van Sultan Abdülhamit II; hij werd benoemd tot Bei, een Ottomaanse hof-titel. Alhoewel de jonge Turken hem in 1909 wilde afzetten, hield hij zijn functie ook bij Sultan Mehmet V. Als lid van het Ottomaanse hof werd Lange, zijn echtgenote en zijn jongste dochter toegestaan na de capitulatie in november 1918 in Istanboel te verblijven, alhoewel door de geallieerde militaire administratie alle andere Duitsers en Oostenrijkers werden gedeporteerd uit de stad. 
Nadat Lange in Üsküdar op 2 december 1919 was overleden kreeg hij een staatsbegrafenis en de kapelaan van de Britse ambassade deed de begrafenis op de Protestantse begraafplaats Feriköy. Echter werden zijn weduwe en zijn jongste dochter slechts in mei 1920 gedeporteerd naar Duitsland. 
De Duits-Amerikaanse dirigent Hans Lange (1884-1960) (een bepaalde tijd assistent van Arturo Toscanini) was dirigent van het Chicago Symphony Orchestra en de oudste zoon van Paul Lange. Hij is heel bekend voor zijn plaat- en omroepopnames met de sopraan Kirsten Flagstad. 